# José Luis Gil

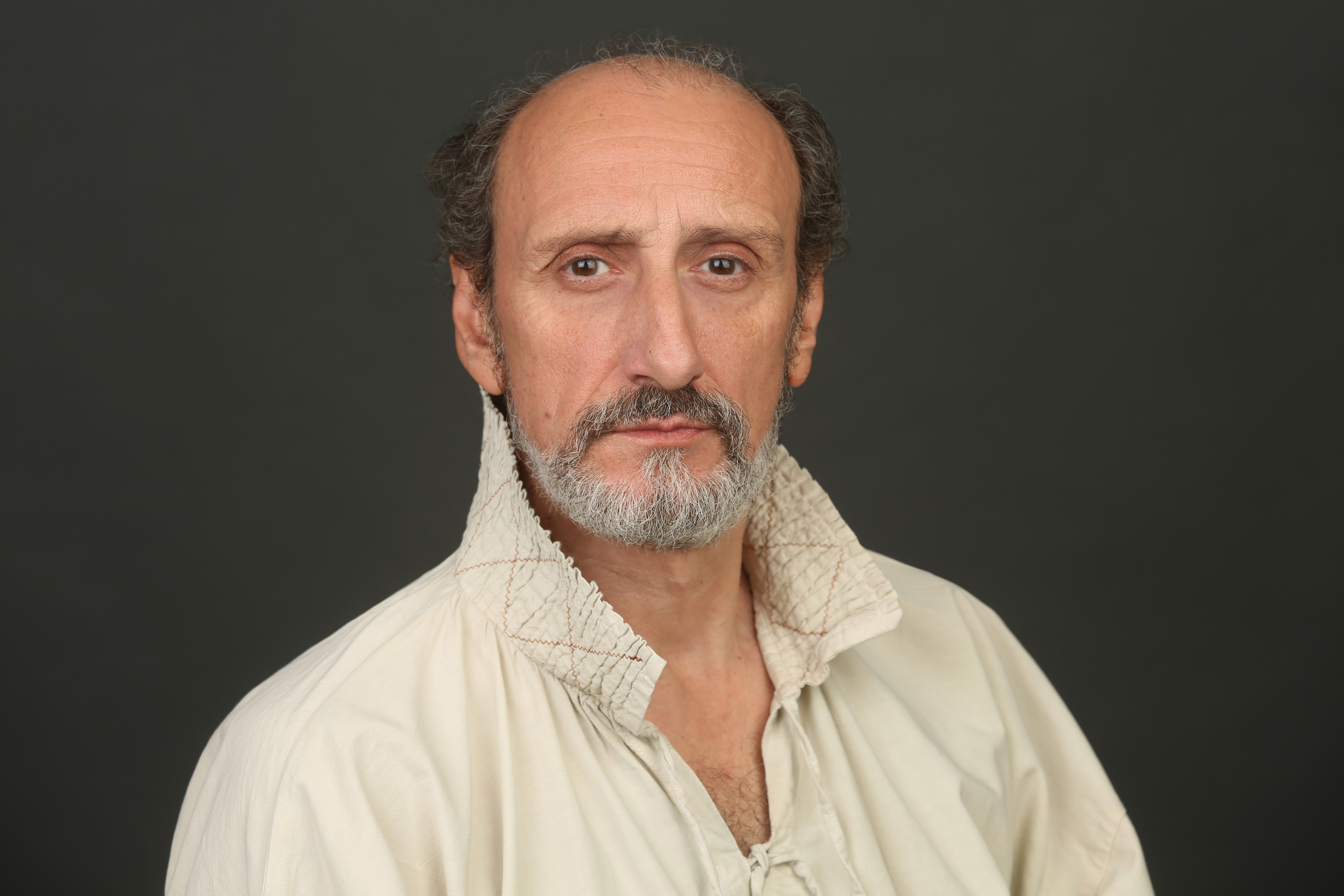
José Luis Gil (2016)

José Luis Gil (* 9. Dezember 1957 in Saragossa) ist ein spanischer Schauspieler und Synchronsprecher.
José Luis Gil wurde in seiner Jugend als Theater-Schauspieler aktiv, in den 1970er Jahren kamen Angebote für Film/Fernsehen und später auch Synchronrollen. So ist er die spanische Stimme von Tim Allen und sprach auch öfters Patrick Swayze, Woody Harrelson und Hugh Grant. Seit 1995 spricht er „Buzz Lightyear“ in den Toy-Story-Filmen.
Ab 2003 wurde er als „Juan Cuesta“ in der Sitcom Aquí no hay quien viva bekannt. Ab 2007 spielte er „Enrique Pastor“ in der Sitcom La que se avecina.

## Filmografie (Auswahl)
- 1980: Con el culo al aire
- 1991: Cómo levantar 1000 kilos
- 1994: Todo es mentira
- 1996: Teresa y Vanessa
- 1998: Fernández y familia (Fernsehserie, 40 Folgen)
- 1999: Im Schatten von Lissabon (Lisboa)
- 2002: Jenseits der Erinnerung (En la ciudad sin límites)
- 2003–2006: Aquí no hay quien viva (Fernsehserie, 91 Folgen)
- 2007–2021: La que se avecina (Fernsehserie, 170 Folgen)
- 2009: Fuga de cerebros